# Haute-Kotto
Haute-Kotto – prefektura w Republice Środkowoafrykańskiej z ośrodkiem administracyjnym w Bria. Wchodzi w skład regionu Fertit.
Prefektura rozciąga się we wschodniej części kraju; na wschodzie prefektura graniczy z Sudanem Południowym oraz prefekturą Haut-Mbomou. Na południu Haute-Kotto graniczy z prefekturą Mbomou oraz Basse-Kotto, na zachodzie z prefekturą Ouaka oraz Bamingui-Bangoran i na północy z prefekturą Vakaga.
Powierzchnia Haute-Kotto wynosi 86 650 km². W 1988 zamieszkiwało ją 47 865, a w 2003 roku 90 316 osób.
W skład Haute-Kotto wchodzą 3 podprefektury (sous-préfectures) i 6 gmin (communes):
- podprefektura Bria
  - Daho-Mboutou
  - Daba Nydou
  - Samba-Boungou
- podprefektura Ouadda
  - Ouadda
  - Ouandja Kotto
- podprefektura Yalinga
  - Yalinga